# (19367) Pink Floyd
(19367) Pink Floyd ist ein Asteroid des inneren Hauptgürtels. Er wurde am 3. Dezember 1997 im Rahmen des OCA-DLR Asteroid Surveys (O.D.A.S.), einem Projekt des OCA (Observatoire de la Côte d’Azur) und des DLR (Deutsches Zentrum für Luft- und Raumfahrt), am 90-cm-Schmidt-Teleskop des französischen Observatoire de Calern (IAU-Code 910) entdeckt. Sichtungen des Asteroiden hatte es vorher schon unter der vorläufigen Bezeichnung 1985 UZ2 am 17. und 18. Oktober 1985 an derselben Sternwarte gegeben, allerdings nicht im Rahmen des Surveys, der von 1996 bis 1999 stattfand.
Der mittlere Durchmesser des Asteroiden wurde mit 6,652 (±0,172) Kilometer berechnet, die Albedo mit 0,048 (±0,013). Die Albedo weist auf eine dunkle Oberfläche hin.
Mittlere Sonnenentfernung (große Halbachse), Exzentrizität und Neigung der Bahnebene von (19367) Pink Floyd liegen innerhalb der jeweiligen Grenzwerte, die für die Nysa-Gruppe definiert sind, einer nach (44) Nysa benannten Gruppe von Asteroiden (auch Hertha-Familie genannt, nach (135) Hertha), die Albedo von (19367) Pink Floyd ist jedoch deutlich dunkler als diejenige von typischen Asteroiden dieser Familie.
(19367) Pink Floyd wurde am 6. August 2003 nach der britischen Rockband Pink Floyd benannt. In der Widmung wird besonders auf astronomische Themen der Veröffentlichungen Pink Floyds hingewiesen. Als Beispiele werden die Stücke Interstellar Overdrive und Astronomy Domine genannt sowie das Album The Dark Side of the Moon. Nach dem Bassisten Pink Floyds, Roger Waters, wurde 2017 ebenfalls ein Asteroid benannt: (495181) Rogerwaters.